# Werner Klaer
Werner Klaer (* 30. April 1929 in Fürstenwalde; † 4. März 2011 in Köln) war deutscher Politiker und ehemaliger Landtagsabgeordneter (SPD).

## Leben und Beruf
Nach dem Schulbesuch studierte er Pädagogik und Volkswirtschaft. Nach einem Verwaltungspraktikum war er zunächst kommunaler Angestellter und dann Beamter beim Bundesverteidigungsminister und bei der Stadt Köln. Von 1953 bis 1975 war er Mitglied der SPD, von Juni 1977 bis April 1978 Mitglied der Sozialen Demokratischen Union.

## Abgeordneter
Vom 26. Juli 1970 bis zum 2. Mai 1975 war Klaer Mitglied des Landtags des Landes Nordrhein-Westfalen und dort Mitglied im Ausschuss für innere Verwaltung sowie im Petitionsausschuss. Er wurde im Wahlkreis 013 Köln-Land II direkt gewählt.